# Dana Stabenow
Pour les articles homonymes, voir Stabenow.
Œuvres principales
- Série Star Svensdotter

Dana Stabenow, née le 27 mars 1952 à Anchorage dans l'Alaska, est une écrivain américaine.

## Biographie
Elle étudie le journalisme à l'université d'Alaska et, diplômée, part quatre mois en Europe. De retour en Alaska, elle travaille pour la Alyeska Pipeline Service Company sur le Lac Galbraith (en), puis pour la British Petroleum sur le champ pétrolifère de Prudhoe Bay.
Elle reprend ensuite ses études et entreprend une carrière de romancière. Elle débute en écrivant des histoires de science-fiction, avant de s'orienter vers le roman policier. Elle obtient un certain succès avec la série consacrée à Kate Shugak, puis avec celle suivant les aventures de Liam Campbell, dont les histoires s'entrecroisent parfois avec celles de Shugak.
Stabenow remporte le prix Edgar-Allan-Poe du meilleur livre de poche original en 1993 avec À pierre fendre, la première aventure de Shugak. En 2012, elle obtient le prix Nero pour le roman La Mémoire sous la glace, le dix-huitième tome de la série. Ce roman et le suivant sont traduits en français par le jeune éditeur Delpierre en 2014.

## Œuvre

### SérieStar Svensdotter
1. (en) Second Star, 1991
2. (en) A Handful of Stars, 1991
3. (en) Red Planet Run, 1995
4. (en) No Place Like Home, 2001

### SérieUne enquête de Kate Shugak
L'ordre de la série en français ne respecte pas l'ordre chronologique de parution originale.
1. (en) Nooses Give, 2011
2. À pierre fendre, Delpierre, 2016 ((en) A Cold Day For Murder, 1992), trad. Jean-Daniel Brèque  (ISBN 978-2370720443)
3. Dégel mortel ((en) A Fatal Thaw, 1992)
4. (en) Dead In The Water, 1993
5. (en) A Cold Blooded Business, 1994
6. (en) Play With Fire, 1995
7. (en) Blood Will Tell, 1996
8. (en) Breakup, 1997
9. (en) Killing Grounds, 1998
10. (en) Hunter's Moon, 1999
11. (en) Midnight Come Again, 2000
12. (en) The Singing Of The Dead, 2001
13. (en) A Fine And Bitter Snow, 2002
14. (en) A Grave Denied, 2003
  -  (en) Under the Influence, 2011
  -  (en) Wreck Rights, 2011
15. (en) A Taint In The Blood, 2004
16. (en) A Deeper Sleep, 2007
  -  (en) Conspiracy, 2011
17. (en) Whisper to the Blood, 2009
18. (en) A Night Too Dark, 2010
  -  (en) Chercher la femme, 2011
19. La Mémoire sous la glace, Delpierre, 2014 ((en) Though Not Dead, 2011), trad. Jean-Daniel Brèque  (ISBN 978-2370720030)Réédition en 2016 chez Milady (ISBN 978-2811216979)
20. Trafics en plein ciel, Delpierre, 2014 ((en) Restless in the Grave, 2012), trad. Cédric Dégottex  (ISBN 978-2370720085)
  -  (en) Any Taint of Vice, 2012
21. Mort en eaux vives, Delpierre, 2015 ((en) Bad Blood, 2013), trad. Jean-Daniel Brèque  (ISBN 978-2370720429)
22. Retrouvailles et disparitions ((en) Less than a treason, 2017)
23. Sans état d'âme ((en) No fixed lines, 2020)
24. (en) Not the Ones Dead, 2023

### SérieLiam Campbell
1. (en) Fire And Ice, 1998
2. (en) So Sure Of Death, 1999
3. (en) Nothing Gold Can Stay, 2000
4. (en) Better To Rest, 2002
5. (en) Missing, Presumed..., 2011
6. (en) On the Evidence, 2011
7. (en) Spoils of the Dead, 2021

### TrilogieSilk and Song
1. (en) Everything Under the Heavens, 2014
2. (en) By the Shores of the Middle Sea, 2014
3. (en) The Land Beyond, 2015

### Romans indépendants
- (en) Blindfold Game, 2006
- (en) Prepared for Rage, 2008

### Anthologies
- (en) The Mysterious North, 2002
- (en) Powers of Detection, 2004
- (en) Unusual Suspects, 2008
- (en) At the Scene of the Crime, 2008

## Prix et distinctions notables
- Nomination au prix Locus du meilleur premier roman en 1992 pour Second Star.
- Prix Edgar-Allan-Poe du meilleur livre de poche original en 1993 pour À pierre fendre.
- Prix Nero 2012 pour le roman La Mémoire sous la glace.